# Verona (stad)

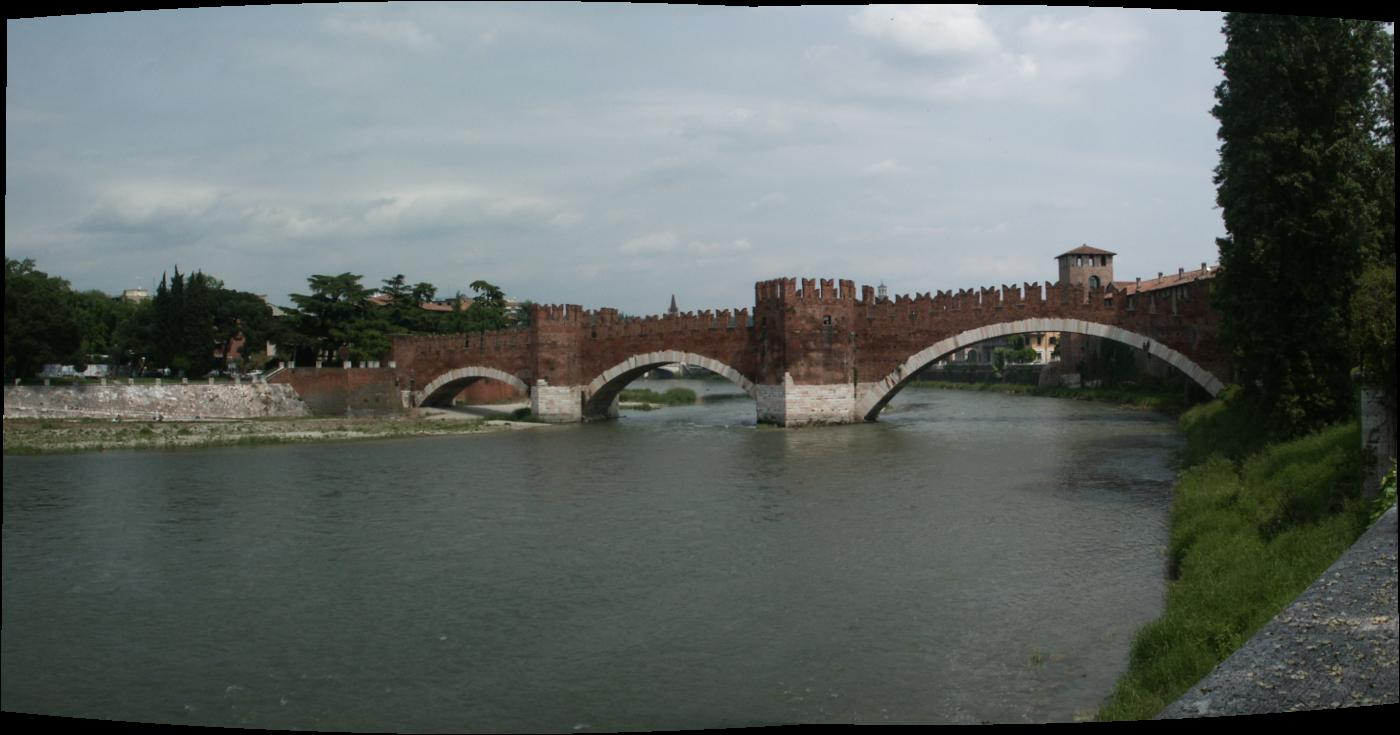
Ponte Scaligero, Castel Vecchio

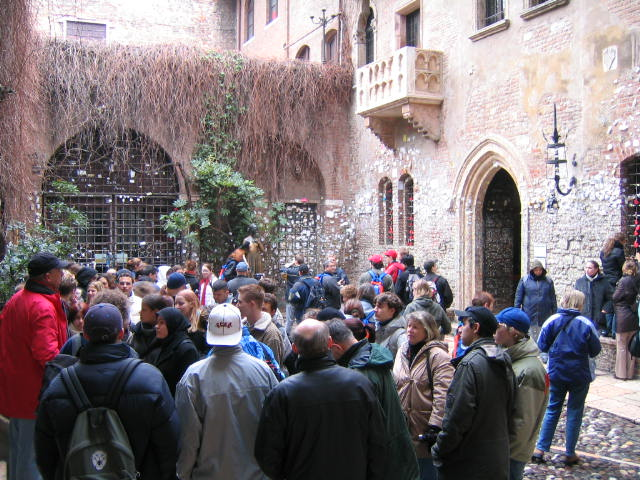
Casa di Giulietta

Verona is een stad in het noorden van Italië en de hoofdstad van de gelijknamige provincie Verona in de regio Veneto. De stad ligt ten oosten van Milaan, ten westen van Venetië en Padua. In 2017 had de stad 257.353 inwoners. De binnenstad van Verona staat sinds 2000 op de Werelderfgoedlijst van UNESCO.
De Adige stroomt door Verona. Er zijn veel bruggen over deze rivier, zoals de Ponte Pietra, Ponte Catena, de Ponte Risorgimento, de Ponte Scaligero, de Ponte Vittoria, de Ponte Garibaldi, de Ponte Nuovo, de Ponte Navi en de Ponte Aleardi.
Veel transport van goederen gaat door Verona heen, door een gunstige ligging ten opzichte van Centraal-Europa, aan de Brennerweg.

## Geschiedenis
Al in de Romeinse tijd was de stad belangrijk, mogelijk stond zij eerder al onder Etruskische invloed. De Romeinen gebruikten Verona als uitvalsbasis voor hun veldtochten naar het noorden, over de Alpen. In 452 werd de stad geplunderd door de Hunnen onder leiding van Attila. In de omgeving van Verona vond de ontmoeting plaats van deze krijgsheer met Paus Leo I, die namens keizer Valentinianus III verdere plunderingen kwam afkopen. In 589 was er een zware overstroming; monnik Paulus Diaconus beschreef de watersnood van La Cucca, met alle noodlottige gevolgen van dien voor Verona. Op 3 januari 1117 werd de stad zwaar getroffen door een aardbeving, de Aardbeving van Verona genaamd.
In 1239 overstroomde de stad opnieuw, waarna zij herbouwd werd.
Met het Huis Da Scala breidde de stadstaat zich territoriaal belangrijk uit. Niettemin leed Verona een nederlaag tegen Padua in de Slag in Brentelle (1386); de Veronese troepen van Da Scala stonden onder leiding van kapitein-generaal Cortesia Serego. In 1387 viel Verona in handen van de oorlogsmachine van de machtige heer van Milaan, Gian Galeazzo Visconti.
In 1405 gaf Verona zich over aan de republiek Venetië. Verona bleef eeuwenlang Venetiaans.
De stad herdenkt regelmatig haar opstand tegen de Franse bezetter in 1797. Die opstand is bekend als Pasque Veronesi of de Paasopstand in Verona.
Tijdens het bestuur van de Oostenrijkers in Verona, ten tijde van het koninkrijk Lombardije-Venetië (19e eeuw), verrezen in Verona verschillende militaire gebouwen en versterkingen. Verona nam immers een centrale positie in binnen de Oostenrijkse verdediging van Noord-Italië. Het agentschap dat instond voor de militaire gebouwen was het Keizerlijk en Koninklijk Bureau voor Genie in Verona.

## Bezienswaardigheden in en rondom Verona

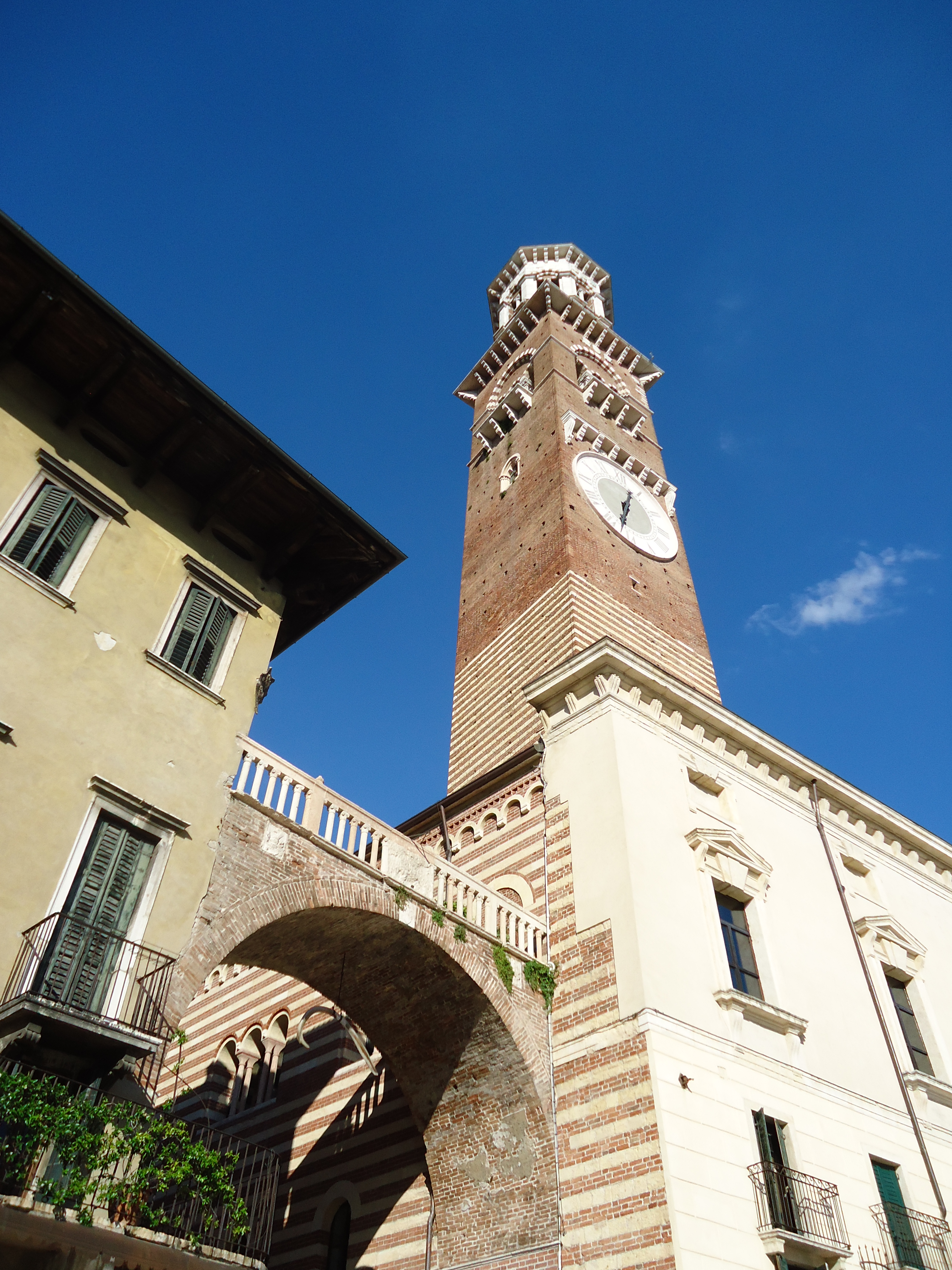
De Torre dei Lamberti met op de voorgrond de Arco della Costa.

Een groen pigment dat onder meer bij Verona wordt gewonnen, de zogenaamde groene aarde (terre verte), wordt al sinds de oudheid gebruikt bij de vervaardiging van fresco's. Een steensoort die in de omgeving wordt gewonnen, Rosso di Verona, is bij de bouw van veel belangrijke gebouwen in de regio van Verona gebruikt. Na Rome heeft Verona de meeste bouwwerken uit de Romeinse periode:
- Het Romeinse amfitheater uit de 1e eeuw na Christus, de Arena, is het op twee na grootste amfitheater in de wereld: alleen het Colosseum in Rome en het amfitheater in Capua zijn groter. Het heeft een uitstekende akoestiek, die per ongeluk ontdekt werd in 1913 toen een operazanger wilde oefenen op zijn rol als Radames in Aida. Sindsdien wordt er elk jaar in de zomer het Operafestival Verona gehouden. De Arena biedt plaats aan ongeveer 20000 toeschouwers, van wie het merendeel nog op de originele stenen zittingen plaats kan nemen.
- De Porta Borsari, een Romeinse stadspoort uit de 1e eeuw n.Chr.
- De Arche Scaligere, een groep van vijf Gotische monumenten van de machtige della Scaladynastie, die van 1262 tot 1382 heerste over Verona en een groot deel van Noord-Italië.
- De Ponte Pietra, een Romeinse brug uit de 1e eeuw v.Chr.
- De basiliek van San Zeno is gebouwd in de 9e eeuw in opdracht van Pepijn van Italië, die door zijn vader Karel de Grote tot koning van het tegenwoordige Noord-Italië werd benoemd en Verona als hoofdzetel koos. Op deze plek stond eerder een kerk uit de 4e eeuw. De huidige kerk raakte op 3 januari 1117 zwaar beschadigd door een aardbeving en werd in 1138 heropgebouwd. De kerk is bijzonder omdat deze nog oorspronkelijke deurpanelen uit de 11e en 12e eeuw heeft. Verder bevat deze basiliek fresco's uit de 13e en 14e eeuw. Het altaarstuk is van Andrea Mantegna. Zeno, een heilige uit de 4e eeuw, is de beschermheilige van Verona.
- Het Castel San Pietro, een middeleeuws kasteel (ooit een strategisch belangrijke vesting in handen van de machtige Visconti-familie) op de gelijknamige heuvel aan de oostelijke oever van de Adigerivier met uitzicht op het oude centrum.
- Het Piazza Bra, het plein waar de Arena staat. Ten zuiden staan de Portoni della Bra, overblijfselen van de middeleeuwse stadsmuur.
- Het Piazza delle Erbe, een middeleeuws plein bovenop het oorspronkelijke Romeinse forum.
- Het Piazza dei Signori, een plein ontwikkeld in de bloeiperiode van Verona, tijdens de heerschappij van de Scaligeri-familie. Het plein is omgeven door historische, monumentale gebouwen en kerken. In het midden van het plein staat een beeld van Dante Alighieri, een van de grootste dichters en schrijvers uit de middeleeuwen, bekend van La Divina Commedia.
- De gotische kerk van Sint-Anastasia.
- De Casa di Giulietta: Shakespeares Romeo en Julia speelt zich af in Verona. Hoewel hij zelf nooit de stad heeft bezocht, heeft hij haar veel bekendheid gegeven met dit werk. Het personage van Julia is gekoppeld aan een echte vrouw, die in de Via Capello heeft gewoond. Haar huis staat er nog, maar het balkonnetje is er in de jaren 30 aan vast gebouwd. Op de binnenplaats staat een bronzen beeld van de jongedame. Een legende wil dat wie haar rechterborst beroert geluk in de liefde zal kennen.[2][3]
- De Zoo di Verona, de dierentuin.[4]
- Het Castelvecchio (kasteel) en de Ponte Scaligero (brug).
- De Torre dei Lamberti[5] is een toren van 84m hoogte, waarvan de bouw in 1172 gestart is. Naast de toren, boven de straat die de pleinen 'delle Erbe' en 'dei Signori' met elkaar verbindt, bevindt zich de boog Arco della Costa, waaraan een rib van een walvis hangt. Een legende wil dat het bot naar beneden zal vallen, wanneer iemand er onderdoor loopt wie nog nooit een leugen verteld heeft. Vanzelfsprekend is deze nog nooit naar beneden gevallen.
- Het Teatro Romano, een Romeins theater uit de 1e eeuw v.Chr.
- Palazzo Pompei, voormalig stadspaleis dat het Natuurhistorisch Museum huisvest.
- Palazzo Canossa, het stadspaleis van het Huis Canossa is gelegen in de Via Cavour.
- Biblioteca civica met klokkentoren van San Sebastiano
- Staatslyceum Scipione Maffei, een school voor voortgezet onderwijs met een geschiedenis die teruggaat tot de Napoleontische Tijd.
- Spino del filo spinato, het monument voor Holocaustslachtoffers op de Piazza Isolo

## Sport
Verona telt twee professionele voetbalclubs binnen haar stadsgrenzen. Midden jaren 80 deed een van deze clubs, Hellas Verona, serieus mee in de Italiaanse top, met als hoogtepunt het behalen van het kampioenschap van Italië in het seizoen 1984/85. Daarna ging het echter bergafwaarts met de club. In 2007 degradeerde ze zelfs naar de derde klasse. In 2011 promoveerde Hellas terug naar de tweede klasse, twee jaar later gevolgd door promotie naar de eerste klasse door als tweede te eindigen aldaar, op drie punten van toenmalig kampioen US Sassuolo.
De tweede club van de stad is Chievo Verona, dat pas in het jaar 1986 veranderde naar een professionele organisatie. De laatste jaren speelde deze echter vaker op een hoger niveau dan stadsgenoot Hellas, tot 2017, toen laatstgenoemde ook weer promoveerde naar de hoogste afdeling. In 2021 werd Chievo teruggezet naar amateurniveau, nadat de club in financiële problemen was gekomen.
Beide clubs werken hun wedstrijden af in het Stadio Marc'Antonio Bentegodi. In 1990 was Verona speelstad tijdens het WK voetbal en werden daar eveneens de wedstrijden gespeeld.
In 1999 en 2004 werd het wereldkampioenschappen wielrennen georganiseerd in Verona. Opmerkelijk genoeg werden beide kampioenschappen bij de heren beroepsrenners gewonnen door de Spanjaard Óscar Freire. Verder is Verona regelmatig etappeplaats in de wielerkoers Ronde van Italië. De aankomst van de prestigieuze slotetappe was enkele keren voor de Arena van Verona.

## Musea
- Museum van Castelvecchio
- Museum voor volkskunsten
- Palazzo Forti

## Verkeer en vervoer
Verona is bereikbaar via de E45, de A22 en vanaf Firenze de A4. De stad beschikt tevens over een luchthaven, Luchthaven Verona. Het treinstation aldaar is genaamd Station Verona Porta Nuova.

## Stedenbanden
- Fresno (Verenigde Staten)
- Korfoe (Griekenland)
- Ra'anana (Israël)
- München (Duitsland)